# Little Missouri
O Little Missouri é um rio dos Estados Unidos que corta o estado do Arkansas.